# アイロボ
アイロボ(i-robo、あいろぼ)は、日本の女性アイドルグループである。

## 略歴
2015年2月14日、シングルCD「アイロボ」でデビュー。DokiDoki☆ドリームキャンパス、危ない女の子シスターズ、RynRyn☆ミどろっぷ、はる☆かなの混合ユニットとして結成されており、結成オリジナルメンバーは各ユニットから選抜された末永みゆ、桜木ひな、星名はる、川原かな、美咲姫、星野むん。コンセプトは「ロボットと着物を愛するアイドルユニット」。「TOKYO HARD GROOVE SESSION '17 春」など、国内外の数多くのライブに出演。DJ Shimamuraのアルバムに参加して以降は、楽曲制作にもKAWAMURAが関わるようになり、「HAPPY HARDCOREを歌って踊るアイドル」とも名乗るようになった。
2016年にはアイロボプラスいたずらマイク名義で発表した『LOVE☆ファンディング』 ミュージックビデオがMUSIC VIDEO FESTIVALグランプリ受賞。
歴代メンバーはジュニアアイドル出身者が多く、各々個人活動でもグラビアアイドル、撮影会モデルとしても活動した。 着物提供は「紬のたけやま」で、コンセプト変更後も記念ライブ等で定期的に着用している。
2016年、下部グループ「いたずらマイク」より高岡未來が昇格する形で新メンバーとして加入。2017年4月30日より末永みゆの実妹である末永ゆきが加入し、2019年9月1日に卒業。
2020年4月25日をもって高岡未來が所属事務所であるProduciton-Iとの契約が終了したことを受け、卒業。2021年10月30日をもって桜木ひなが卒業。
2022年2月12日、川原かな、星野むんの両名がグループを脱退。2022年6月18日をもって末永みゆが卒業。2022年7月30日をもって美咲姫が卒業。以降は星名はるのソロユニット（星名はるfromアイロボ）となっているが、2022年10月8日のライブでは末永みゆ、星名はる、美咲姫の3人組としてライブを行ない、公式サイトでも3名のユニットと記載されている。
2023年6月13日、夏目織帆の加入を発表。

## メンバー
- 星名はる

### 準メンバー
各々卒業しているが、公式サイトではメンバー扱い。
- 末永みゆ[10]
- 美咲姫

### 元メンバー
- 末永ゆき
- 高岡未來
- 桜木ひな
- 川原かな
- 星野むん